# Ectobius panzeri
Ectobius panzeri (Sandkacerlacka) är en kackerlacksart som beskrevs av Stephens 1835. Det är Nordens minsta kackerlacka med en storlek på upp till 9mm. Den finns inte i Sverige, dock i Danmark. Honans vingar når endast till mitten av bakkroppen, medan hanens vingar täcker hela bakkroppen. Färgen är ljust till märkt gråbrun. Arten lever på sandjord i dyner och på hedar.  Ectobius panzeri ingår i släktet Ectobius och familjen småkackerlackor.

## Underarter
Arten delas in i följande underarter:
- E. p. nigripes
- E. p. panzeri